# Hahnia veracruzana
Hahnia veracruzana là một loài nhện trong họ Hahniidae.
Loài này thuộc chi Hahnia. Hahnia veracruzana được Willis J. Gertsch & Michael Davis miêu tả năm 1940.